# Szederkényi Nándor
Szederkényi Nándor (Eger, 1838. április 23. – Budapest, 1916. április 24.) újságíró, helytörténész, országgyűlési képviselő, majd főispán.

## Élete

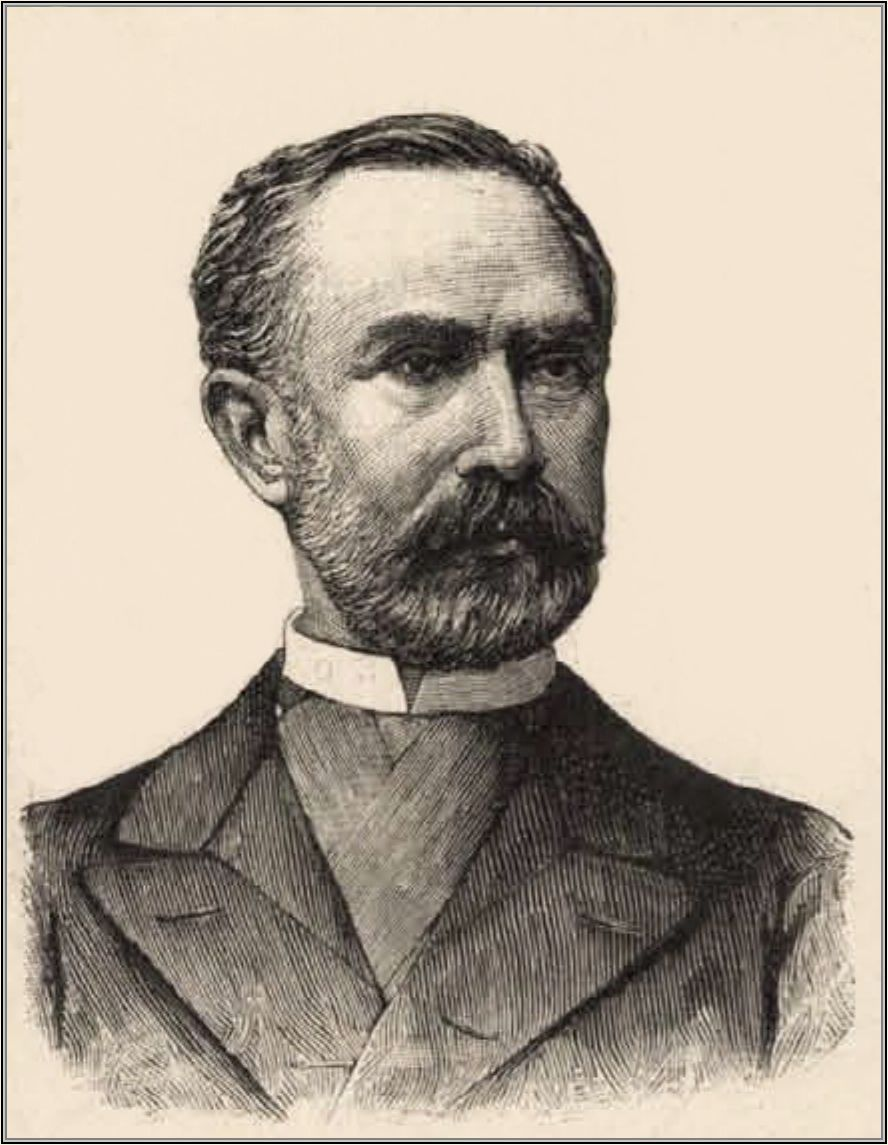
Országgyűlési képviselőként 1888 körül, Ellinger felvétele alapján

Egerben végezte iskoláit, míg a jogot az 1860-as évek elején a budapesti egyetemen hallgatta; ugyanekkor hirlapírással foglalkozott. 1863. január 1-jén a Mátra című politikai lapot alapította és szerkesztette 1864. június 30-ig Egerben. Az alkotmány helyreállítása után Heves megye jegyzőjévé választotta, 1869-ben azonban a királybiztosság idején felfüggesztetett állásától és egy évig állott felségsértési vizsgálat alatt az ismert Heves megyei határozat miatt, melyben a megye az ország teljes függetlenségének visszaállítását követelte. 1871-ben párbajba keveredett, ellenfele elesett és ismét egy évig vizsgálat alatt állott, három havi fogságát ki is töltötte. 1872-ben a mohácsi kerületben léptette föl a 48-as párt, de kisebbségben maradt. 1873-ban a dunapataji kerület megválasztotta. 1874-ben átvette pártja közlönyének, a Magyar Ujság-nak szerkesztését 1875. március végeig, amikor fuzionálva a párt másik közlönyével, az Egyetértéssel, a szerkesztéstől visszalépett. 1878-ban szülővárosa mandátumát nyerte el; 1884-ben a somlói kerület, 1892-től Eger városa választotta meg, melyet 1896-ig képviselt, amikor Lukács László pénzügyminiszterrel szemben kisebbségben maradt; az 1901-1906. évi ciklusra azonban újra megválasztották Az Ugron-párt elnöke és az 1893-94. obstrukciónak egyik legtevékenyebb tagja volt. A szövetkezett ellenzék vezérlő-bizottságának tagja lett. A függetlenségi és 48-as párt egyik alelnöke. 1906-tól 1910-ig Heves megyei főispán.
Cikkei a Pesti Naplóban (1862. 211. sz. Az egri lyceum és akadémia), a Honban (1864. 224. sz. Egy hang, gazdaközönségünk érdekében); az Egyetértésben (1886. 127. sz. A magyar hadsereg kérdése az 1802. országgyűlésen) sat.

## Munkái
- Az új megye. Észrevételek Tisza Kálmán miniszterelnök és be. ügyér «Közigazgatási bizottság» cz. törvényjavaslatára. Bpest, 1875.
- Heves vármegye története. II-IV. kötet. Eger, 1890-93. (Ism. Nemzetgazdasági Szemle 1890. Az I. kötetet Balássy Ferencz írta).
- A magyar hadi intézmény. Történeti és közjogi megvilágításban. Bpest, 1896.
- A hevesmegyei takarékpénztár ötvenéves működésének története. Eger, 1896. Arczképekkel.
- Hevesvármegye közönségéhez. A sociális mozgalmak ügyében. Uo. 1898.
- A magyar államiság fejlődése, küzdelmei. Uo. 1901. I. kötet.

A Pallas Nagy Lexikonában Heves vármegye történetét írta.